# 関内正一

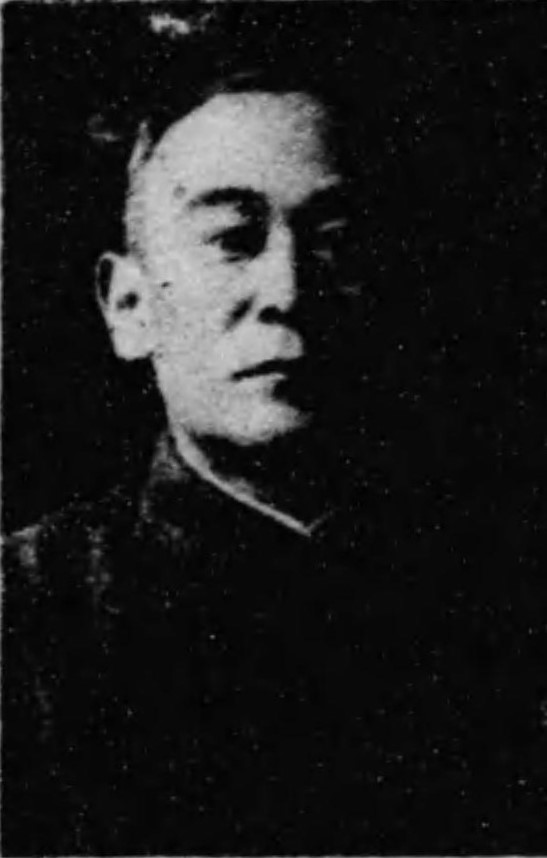
関内正一

関内 正一（關内、せきうち しょういち、1897年（明治30年）3月4日 - 1962年（昭和37年）4月26日）は、日本の実業家、政治家。衆議院議員。旧姓・新妻。

## 経歴
福島県岩城郡大浦村上仁井田（四倉町を経て現いわき市）で素封家・新妻伊之助の長男として生まれ、岩城郡平町（平市を経て現いわき市平）の老舗・関内家の養子となる。福島県立磐城中学校（現福島県立磐城高等学校）を経て早稲田大学商科で学んだ。
28歳で平町会議員に就任。同議長、福島県会議員、平市会議員、同議長を務めた。1947年（昭和22年）4月、第23回衆議院議員総選挙で福島県第3区から自由党公認で出馬して当選。第24回総選挙で再選され、1952年（昭和27年）10月の第25回総選挙では次点で落選。1953年（昭和28年）4月、第26回総選挙で再選され、1955年（昭和30年）2月、第27回総選挙では次点で落選し、衆議院議員に通算3期在任した。この間、衆議院電気通信委員長、同運輸委員長、日本自由党福島県連合会支部長、民主自由党総務などを務めた。
実業界では、福島県石油販売取締役、平製氷取締役、平信用組合理事、関内商店社長などを務めた。また平消防組頭に20数年在任し、平警防団長、日本消防協会理事も務め、市民から「団長さん」と称された。

## 伝記
- 野沢武蔵『とうふの味 : 関内正一先生しのぶ「思い出集」』関内正一先生顕彰会、1965年。